# Microctenochira panamensis
Microctenochira panamensis es una especie de insecto coleóptero de la familia Chrysomelidae, descrita en 1999 por Swietojanska & Borowiec.